# Hydriomena roseoviridis
Hydriomena roseoviridis là một loài bướm đêm trong họ Geometridae.